# Sailly (Ardenas)
Sailly é uma comuna francesa na região administrativa de Grande Leste, no departamento das Ardenas. Estende-se por uma área de 12,8 km². Em 2010 a comuna tinha 257 habitantes (densidade: 20,1 hab./km²).